# Iffezheim
Iffezheim is een plaats in de Duitse deelstaat Baden-Württemberg, en maakt deel uit van het Landkreis Rastatt. Iffezheim telt 5.230 inwoners.
In de plaats ligt een belangrijk sluizencomplex in de Rijn. Het geheel bestaat uit twee sluiskolken, een waterkrachtcentrale, een vistrap en een overlaat. De sluizen zijn continu in gebruik en jaarlijks passeert er zo’n 30 miljoen ton aan goederen. De waterkrachtcentrale is de grootste van zijn soort in Duitsland en levert voldoende elektriciteit voor 250.000 huishoudens.

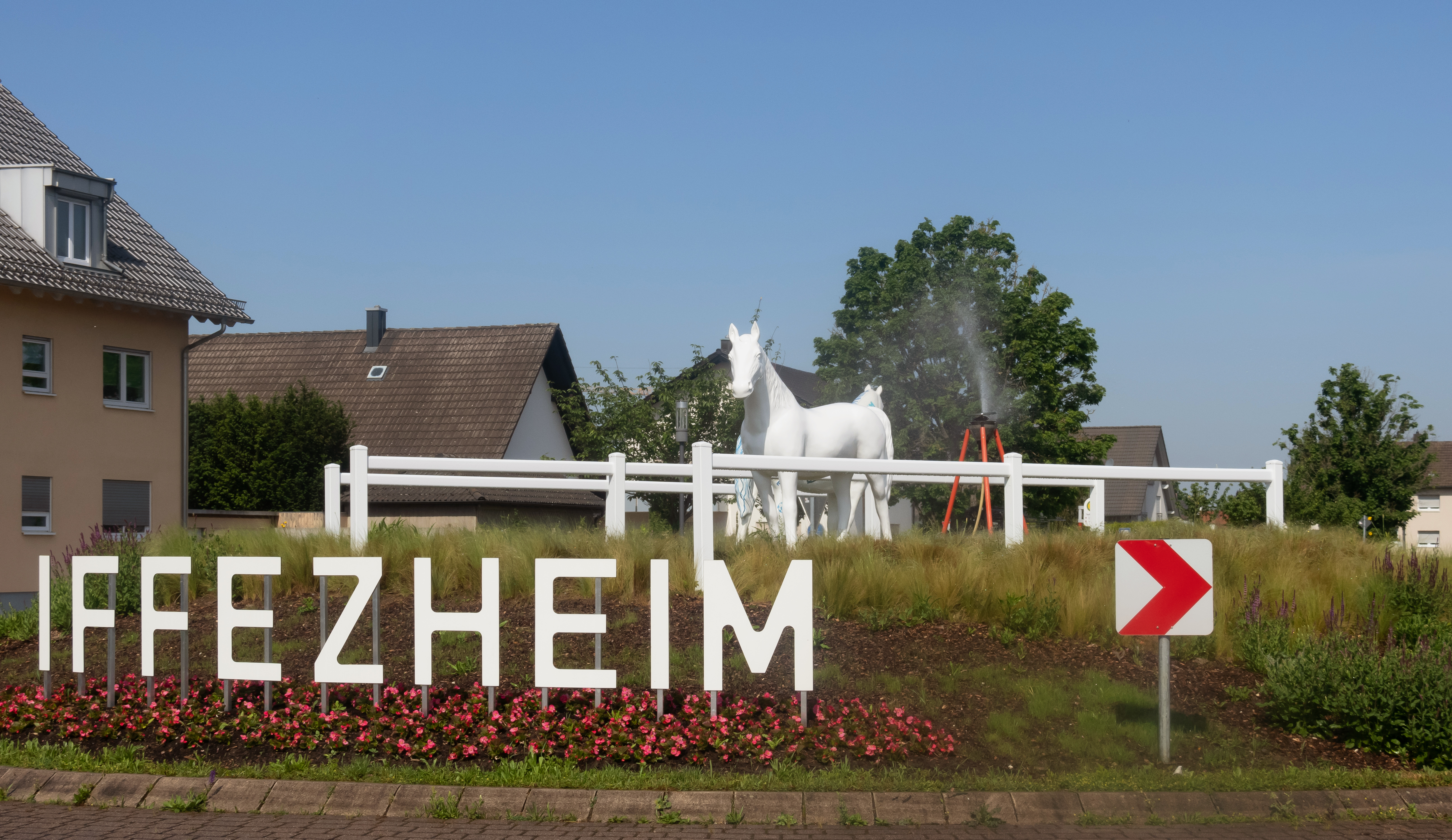
Sculpturen van witte paarden op de rotonde

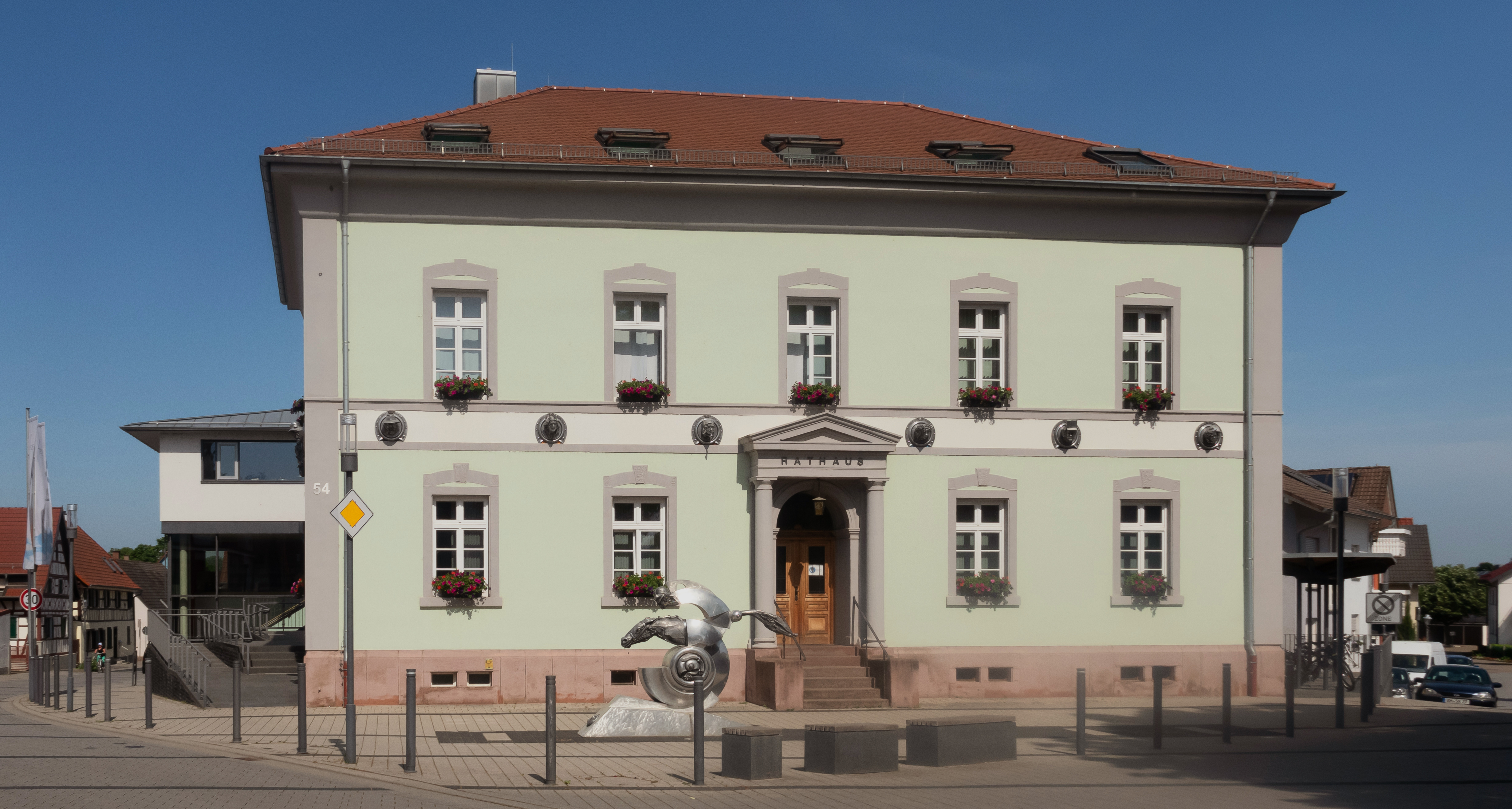
Gemeentehuis

Au am Rhein · Bietigheim · Bischweier · Bühl · Bühlertal · Durmersheim · Elchesheim-Illingen · Forbach · Gaggenau · Gernsbach · Hügelsheim · Iffezheim · Kuppenheim · Lichtenau · Loffenau · Muggensturm · Ötigheim · Ottersweier · Rastatt · Rheinmünster · Sinzheim · Steinmauern · Weisenbach